# Manawatu Jets
Manawatu Jets è un club cestistico neozelandese di Palmerston North, in Nuova Zelanda.
Fondato nel 1982 come Palmerston North Jets, dal 2002 ha la denominazione attuale.
Milita in  National Basketball League e disputa le partite interne al campo numero 2 del complesso sportivo Arena Manawatu, che ha una capacità di 4.500 spettatori.